# 12 Achtyrski Pułk Huzarów

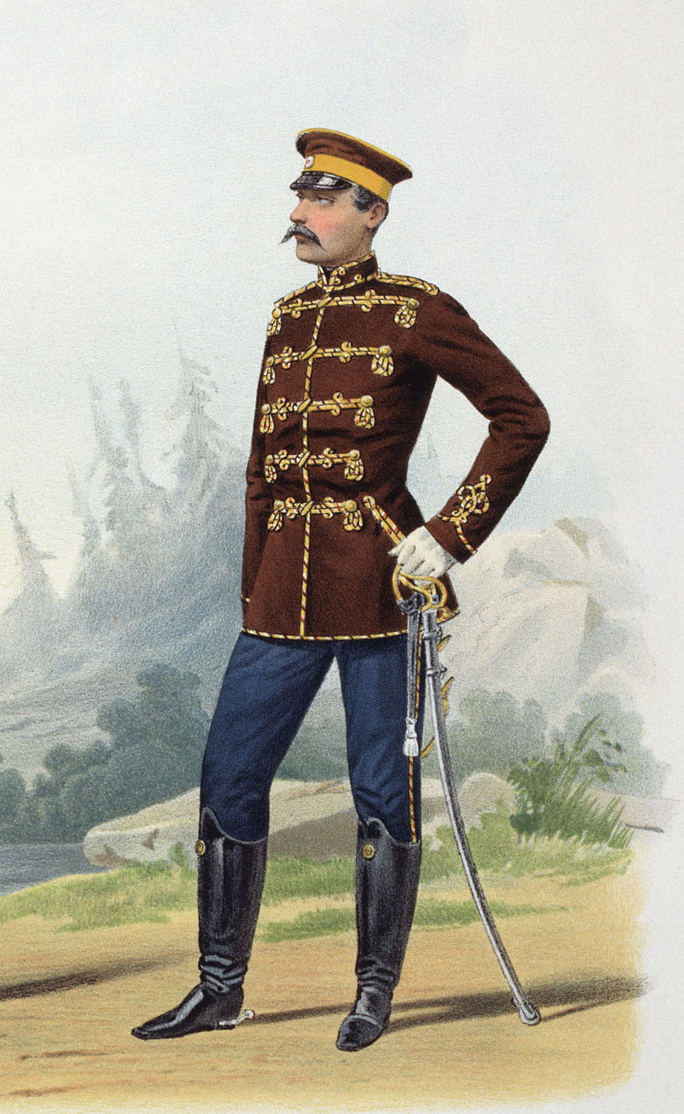
Żołnierz 12 Achtyrskiego pułku huzarów, 1869

12 Achtyrski Pułk Huzarów Generała Denisa Dawydowa i Wielkiej Księżnej Olgi Aleksandrownej (ros. 12-й гусарский Ахтырский генерала Дениса Давыдова, Ея Императорского Высочества Великой Княгини Ольги Александровны полк) – pułk kawalerii Armii Imperium Rosyjskiego.

## Charakterystyka
Oddział sformowany został 27 czerwca 1651 panowania cara Aleksego I Romanowa, jako pułk kozacki. W 1765 przeformowany został w pułk huzarów, w 1882 w 36 pułk dragonów (36-й драгунский полк), a w 1907 znowu w pułk huzarów.
Achtyrski pułk huzarów brał udział w działaniach zbrojnych epoki napoleońskiej oraz w działaniach zbrojnych okresu I wojny światowej. Święto pułkowe obchodzono 2 lipca. W 1914 stacjonował w Międzybożu i wchodził w skład II Brygady 12 Dywizji Kawalerii (XII Korpus Armijny). Został rozformowany w 1918. W czasie I wojny światowej w pułku służyli późniejsi generałowie Wojska Polskiego: Konstanty Plisowski, Konstanty Drucki-Lubecki oraz Mateusz Iżycki.
Honorowym szefem pułku była wielka księżna Olga Aleksandrowna Romanowa.

## Dowódcy pułku

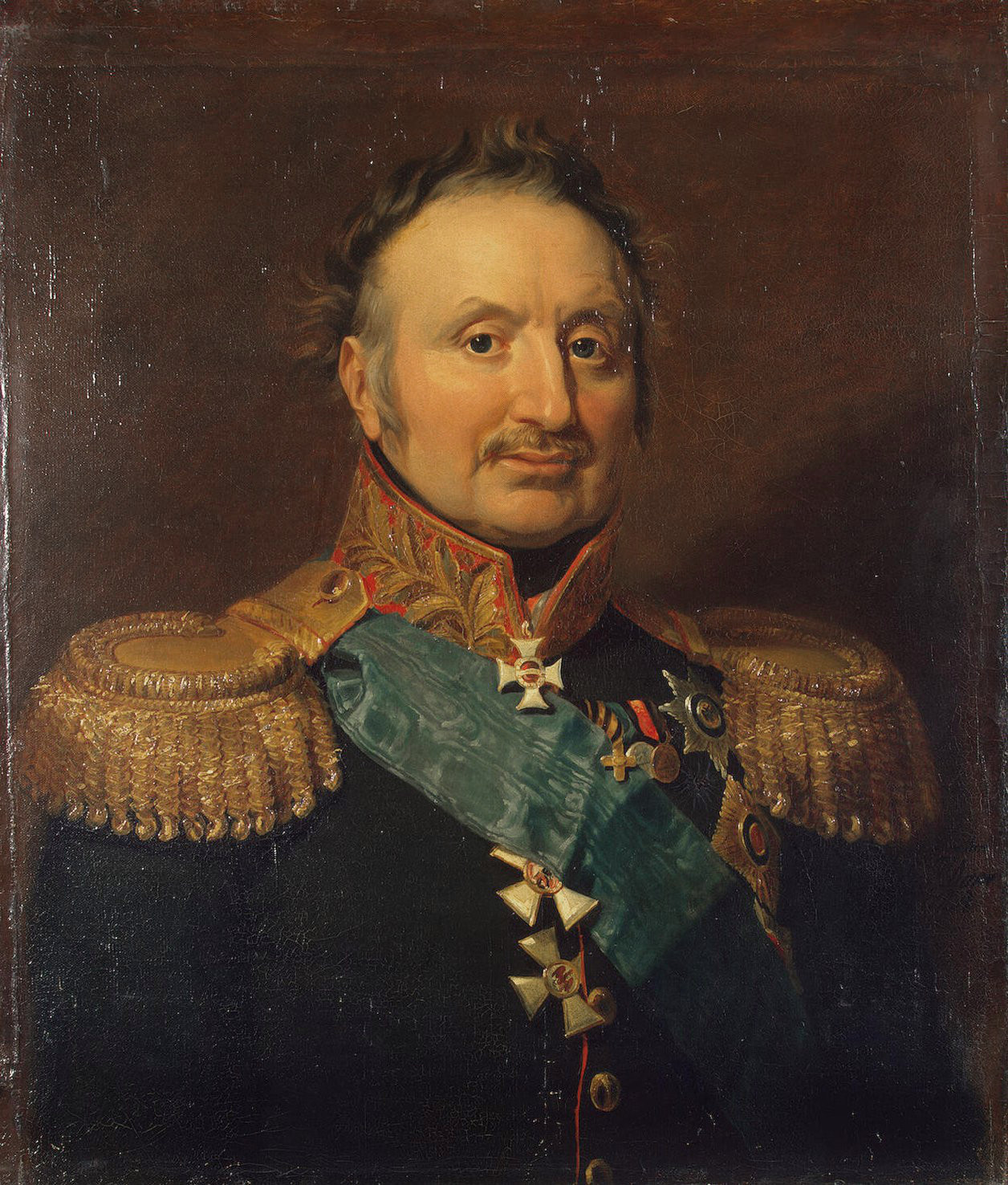
Peter Wittgenstein, 23.04.1799-20.06.1799
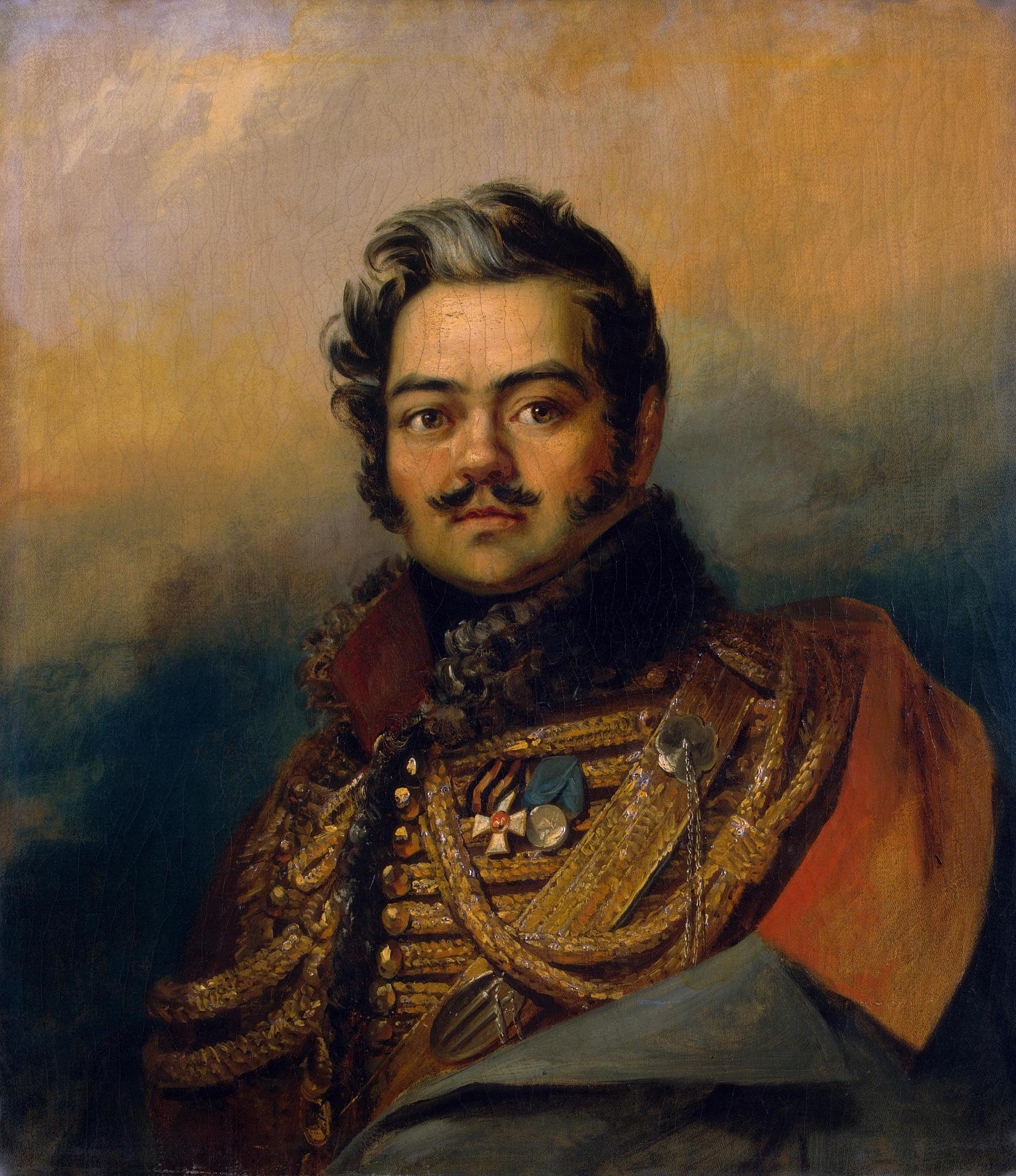
Denis Dawydow
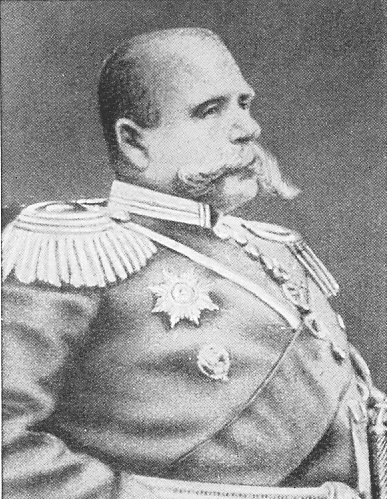
Paul von Rennenkampf, 12.12.1895-25.11.1899